# Elza Jeffords
Elza Jeffords (* 23. Mai 1826 in Ironton, Ohio; † 19. März 1885 in Vicksburg, Mississippi) war ein US-amerikanischer Politiker. Zwischen 1883 und 1885 vertrat er den zweiten Wahlbezirk des Bundesstaates Mississippi im US-Repräsentantenhaus.

## Werdegang
Elza Jeffords besuchte die öffentlichen Schulen in Portsmouth (Ohio). Nach einem anschließenden Jurastudium und seiner im Jahr 1847 erfolgten Zulassung als Rechtsanwalt begann er in dieser Stadt in seinem neuen Beruf zu praktizieren. Während des Bürgerkrieges diente Jeffords zwischen Juni 1862 und Dezember 1863 beim Quartiermeister der Army of the Tennessee, einem Großverband der Unionsarmee. Nach dem Krieg wurde er zwischen 1868 und 1869 Berufungsrichter in Mississippi.
Politisch war Elza Jeffords Mitglied der Republikanischen Partei. Im Jahr 1872 war er Delegierter zur Republican National Convention, auf der Präsident Ulysses S. Grant für eine weitere Amtszeit nominiert wurde. 1882 wurde Jeffords im zweiten Distrikt von Mississippi in das US-Repräsentantenhaus in Washington, D.C. gewählt, wo er am 4. März 1883 Van H. Manning ablöste. Da er bei den Wahlen des Jahres 1884 dem Demokraten James B. Morgan unterlag, konnte Jeffords bis zum 3. März 1885 nur eine Legislaturperiode im Kongress absolvieren.
Elza Jeffords starb bereits zwei Wochen nach dem Ende seiner Zeit im Kongress in Vicksburg, wo er auch beigesetzt wurde.